# Symphorian Thomas Keeprath
Symphorian Thomas Keeprath OFMCap (* 22. April 1931 in Koodalloor, Kerala, Indien; † 3. Mai 2015 in Ludhiana) war Bischof von Jalandhar.

## Leben
Symphorian Thomas Keeprath trat der Ordensgemeinschaft der Kapuziner bei und empfing am 22. März 1958 die Priesterweihe. 
Papst Paul VI. ernannte ihn am 6. Dezember 1971 zum Bischof von Jalandhar. Die Bischofsweihe spendete ihm der Apostolische Pro-Nuntius in Indien, John Gordon, am 18. März 1972; Mitkonsekratoren waren Angelo Innocent Fernandes, Erzbischof von Delhi, und Dominic Romuald Basil Athaide OFMCap, Erzbischof von Agra.
Am 24. Februar 2007 nahm Papst Benedikt XVI. sein aus Altersgründen vorgebrachtes Rücktrittsgesuch an.